# Anaulacomera unipunctata
Anaulacomera unipunctata är en insektsart som först beskrevs av Scudder, S.H. 1875.  Anaulacomera unipunctata ingår i släktet Anaulacomera och familjen vårtbitare. Inga underarter finns listade i Catalogue of Life.